# Justin Welch
Justin Steven Welch (nacido el 4 de diciembre de 1972 en Nuneaton, Warwickshire) es un músico inglés, más conocido como el baterista de la banda de Britpop, Elastica.
Welch se trasladó a Londres en su adolescencia, donde estudió en la escuela Drumtech de Londres. Él tocó la batería en varias bandas en la década de 1990 como uno de los primeros integrantes de Suede, donde conocería a Justine Frischmann y el la cual grabó el lado a "Be My God". También fue el baterista de una banda de garage rock, Spitfire, por varios años.
Welch se uniría a Elastica en 1992, que pasaría a tener éxitos importantes y críticos para el éxito a mediados de la década de 1990.
En 1995 formó parte de la superbanda de brit pop Me Me Me junto a Stephen Duffy y Alex James lanzando el sencillo Hanging Around.
Al igual que otros miembros de Elastica, tuvo algunos problemas con las drogas, a pesar de que ahora afirma que está limpio. La banda se separó en 2001 y Justin vive en Devon, con la ex tecladista de Elastica y Heave Sharon Mew, lo que están está casados. 
Ahora está involucrado en un proyecto junto a James Atkin, exvocalista y cantante de los CEM.
En 2013, debido a que el baterista de Suede, Simon Gilbert, contrajo tuberculosis. Welch lo reemplazó para la gira.
En septiembre de 2015 se anunció que Welch será el baterista para la reunión de la banda Lush.

## Enlaces
- My Space
- Página Personal